# 不動院 (奈良県山添村)

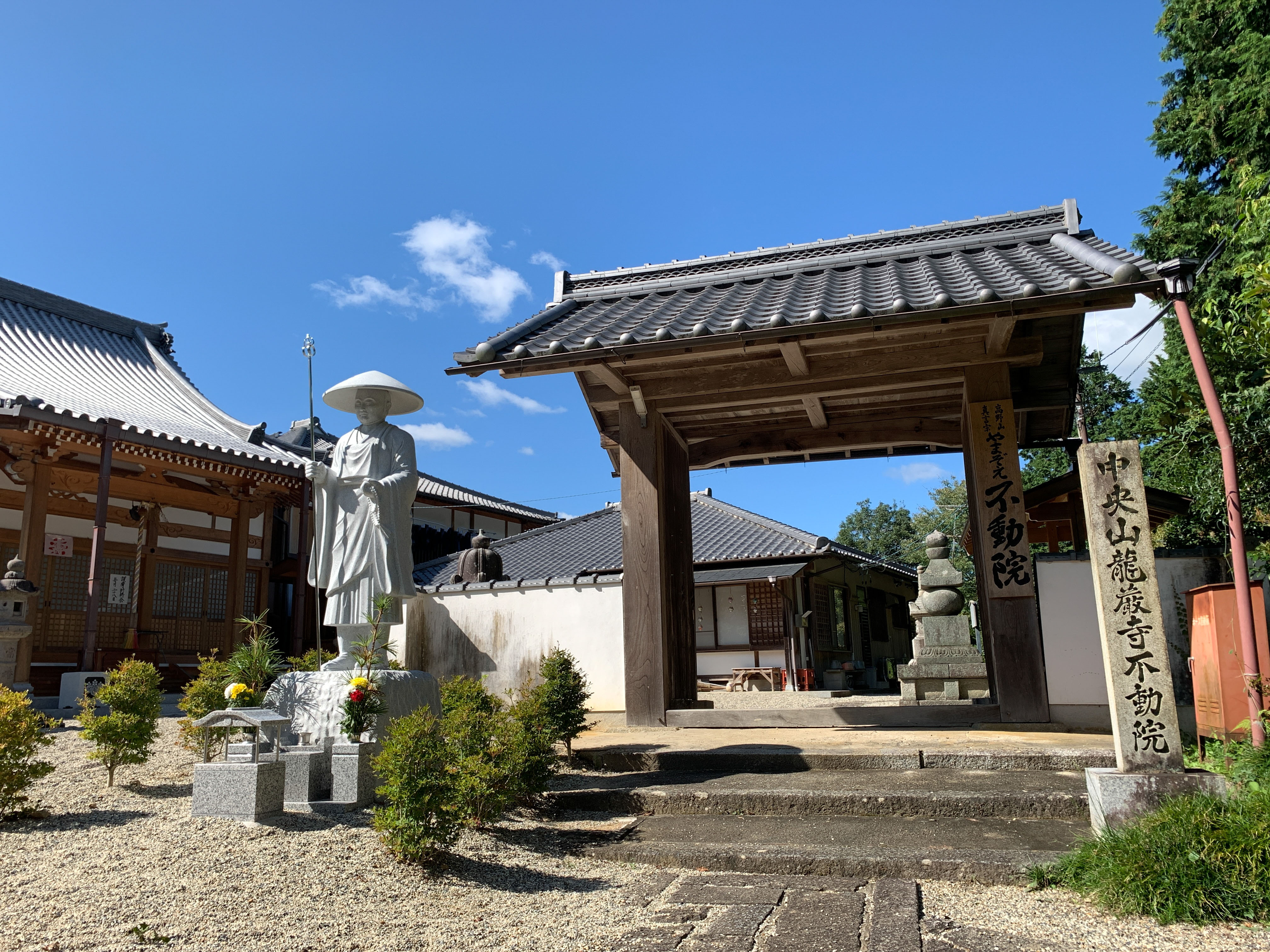
不動院全景

不動院（ふどういん）は、奈良県山辺郡山添村春日にある高野山真言宗寺院。正式名称は中央山龍巌寺不動院。
「やまぞえ不動院」ともいう。
隠れ寺霊場縁日巡礼の霊場札所。

## 歴史
創始は、織田信長の時代（元亀～天正の時代）1570年から1580年の間と伝承されている。かつて、この村の出身であった長音法師が、大西村丸山にあった安楽院を現在の春日に移し、その地で、不動明王を感得。本尊として祀った事が、この寺の始まりとなっている。
徳川幕府の時代になってからは、旗本奥田家の菩提寺として繁栄。
第6代目住職・長秀の時代に本堂再建に合わせ、奥田家より山号「中央山」、寺号「龍巌寺」、院号「不動院」を拝領する。
なお、現在の本堂は、第22代目住職・良基により平成31年に再建立された。

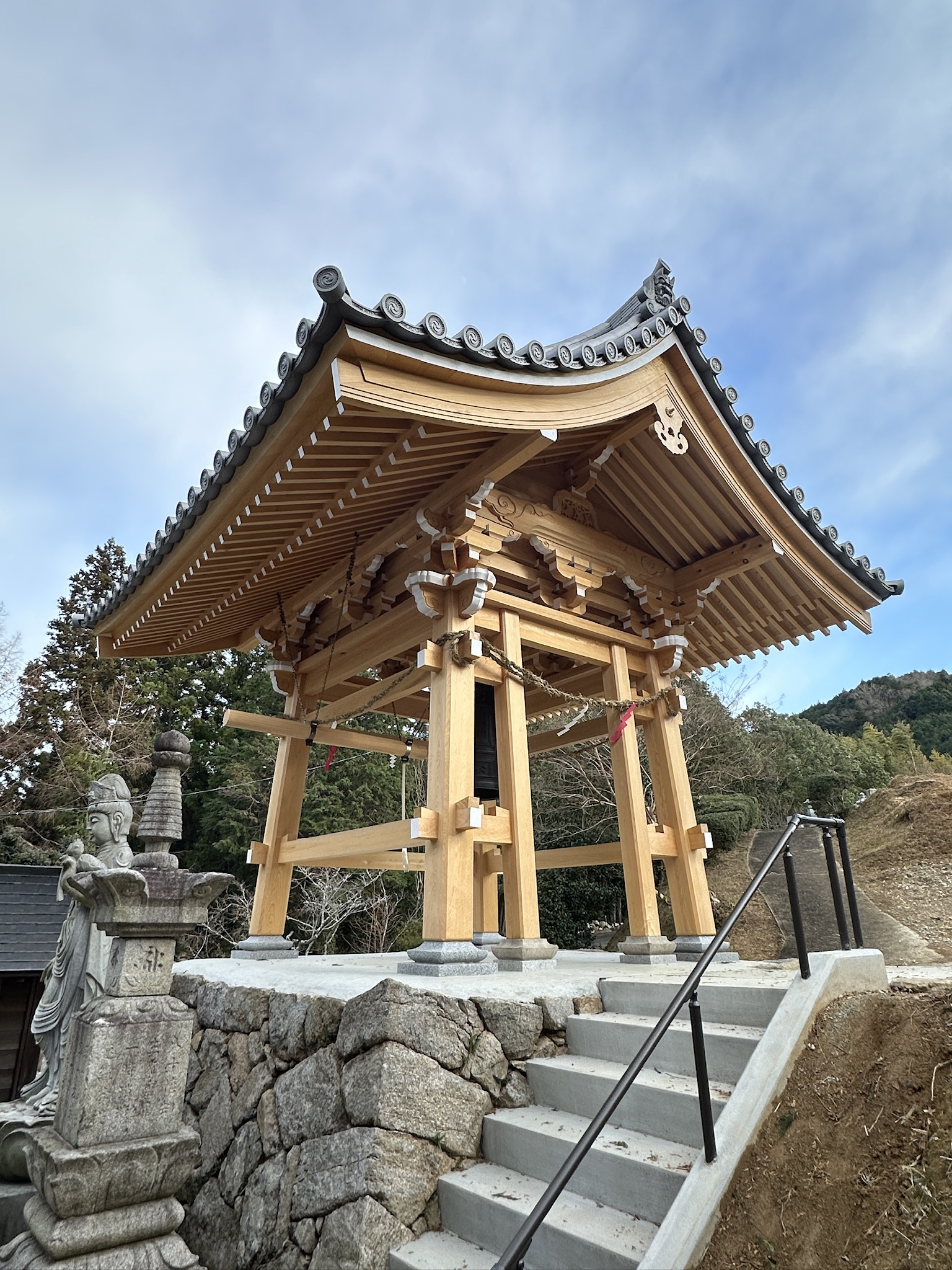
やまぞえ不動院境内の鐘楼堂

令和6年5月18日、境内に「やまぞえ大観音」観音合祀墓が、令和6年12月7日に鐘楼堂が完成し、落慶法要が営まれた。

## 文化財
- 五輪塔 - 山添村指定文化財 鎌倉時代（1313年）
- 宝篋印塔 - 山添村指定文化財 鎌倉時代（1317年）

## 交通

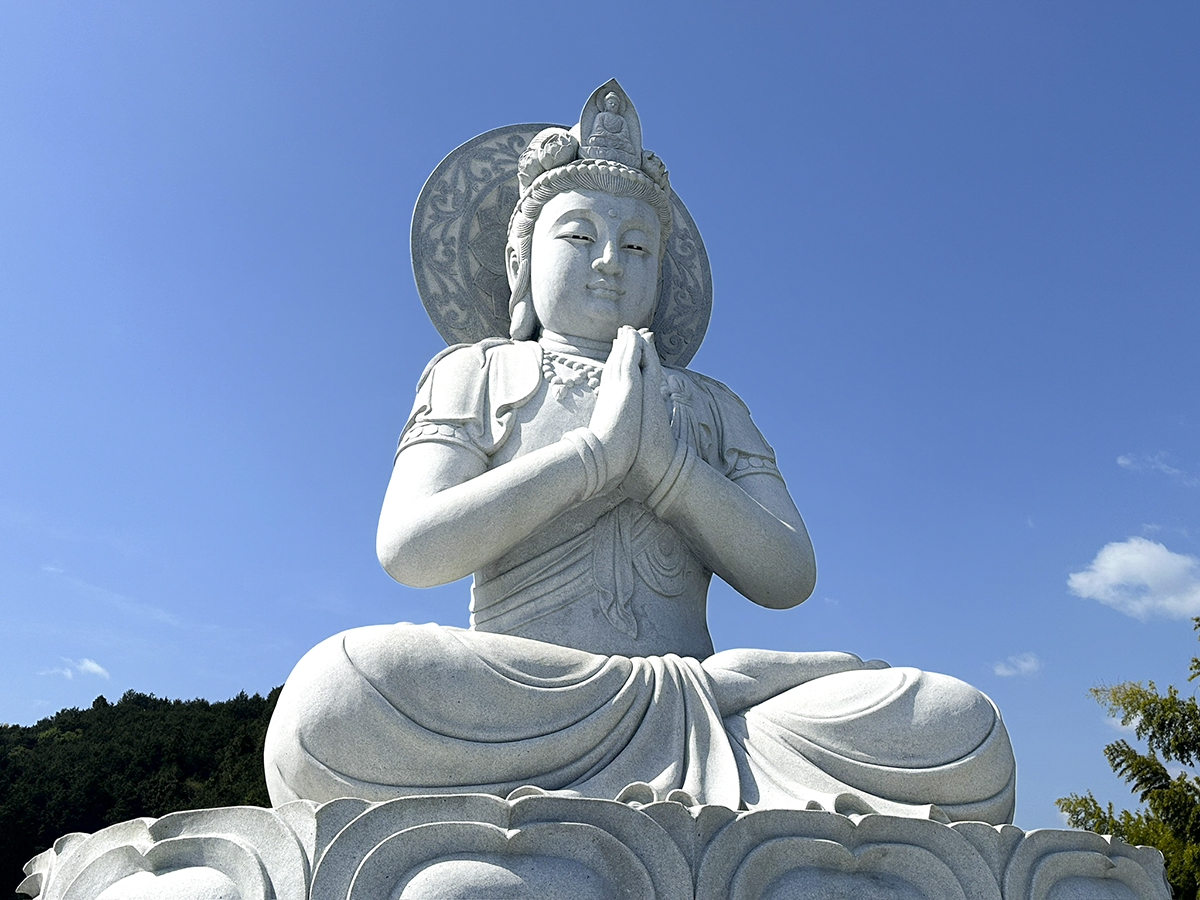
やまぞえ不動院境内・やまぞえ大観音（観音合祀墓）

- 名阪国道、山添インターチェンジ下車
- 山添村総合スポーツセンター、グラウンド奥